# مهمة مستحيلة: عملية سورما
مهمة مستحيلة: عملية سورما (بالإنجليزية: Mission: Impossible - Operation Surma) هي لعبة فيديو من نوع تصويب منظور الشخص الثالث، صدرت في 2003. وهي متوفرة على أجهزة بلاي ستيشن 2 وجيم بوي أدفانس. وهي من نشر آتاري.

## موجز القصة
إيثان هانت يقوم بمهمة مستحيلة أخرى هوي التحقيق بشركة دولية مشبوهة معروفة بأسم سورما التي تمتلك فيروس كمبيوتر متطور يمكنه اختراق أي نوع من الانظمة الامنية.